# Jaouad Gharib
Jaouad Gharib (* 22. květen 1972, Khenifra) je marocký běžec, specializující se především na Maratonský běh.

## Kariéra
Gharib má za sebou již několik účastí na světových maratonských bězích, včetně toho Pražského, kde v roce 2001 vytvořil svůj dosud nepřekonaný osobní rekord v běhu na 10000 metrů v čase 27:29,51. Ve stejném roce si doběhl pro zlatou medaili na Středozemních hrách. Účastnil se i světového mistrovství, kde v závodě na 10000 metrů doběhl jedenáctý a na světovém šampionátu v půl maratonu doběhl devátý. O rok později dokončil africký šampionát v běhu na 10000 metrů jako osmý v pořadí.
V roce 2003 se pokusil na halovém mistrovství světa o běh na 3000 metrů, ale doběhl až dvanáctý. Ve stejném roce si však doběhl pro zlatou medaili na klasickém atletickém světovém mistrovství, a to v maratonu.
V roce 2004 se účastnil olympiády v Aténách, ale maratonský běh dokončil až na jedenácté pozici. Náladu si spravil o rok později, kdy si doběhl pro druhou zlatou medaili z atletického mistrovství světa.
Svou olympijskou reputaci si napravil na hrách v Pekingu 2008, kde si doběhl pro stříbrnou medaili. Svého nejlepšího času v maratonu dosáhl v roce 2009 v Londýně, když se časomíra zastavila na čase 2:05:27.

## Osobní rekordy
- 5000 m - 13:19,69
- 10000 m - 27:29,51
- Půl maraton - 59:59
- Maraton - 2:05:27